# Hear Them Calling
«Hear Them Calling» —en español: «Los oigo llamar»— es una canción compuesta e interpretada en inglés por Gréta Salóme. Fue elegida para representar a Islandia en el Festival de la Canción de Eurovisión de 2016 tras ganar la final islandesa, Söngvakeppni Sjónvarpsins, en 2016. El título de la canción era originalmente «Raddirnar» y la letra estaba en islandés, pero esto se cambió más tarde.

## Festival de Eurovisión

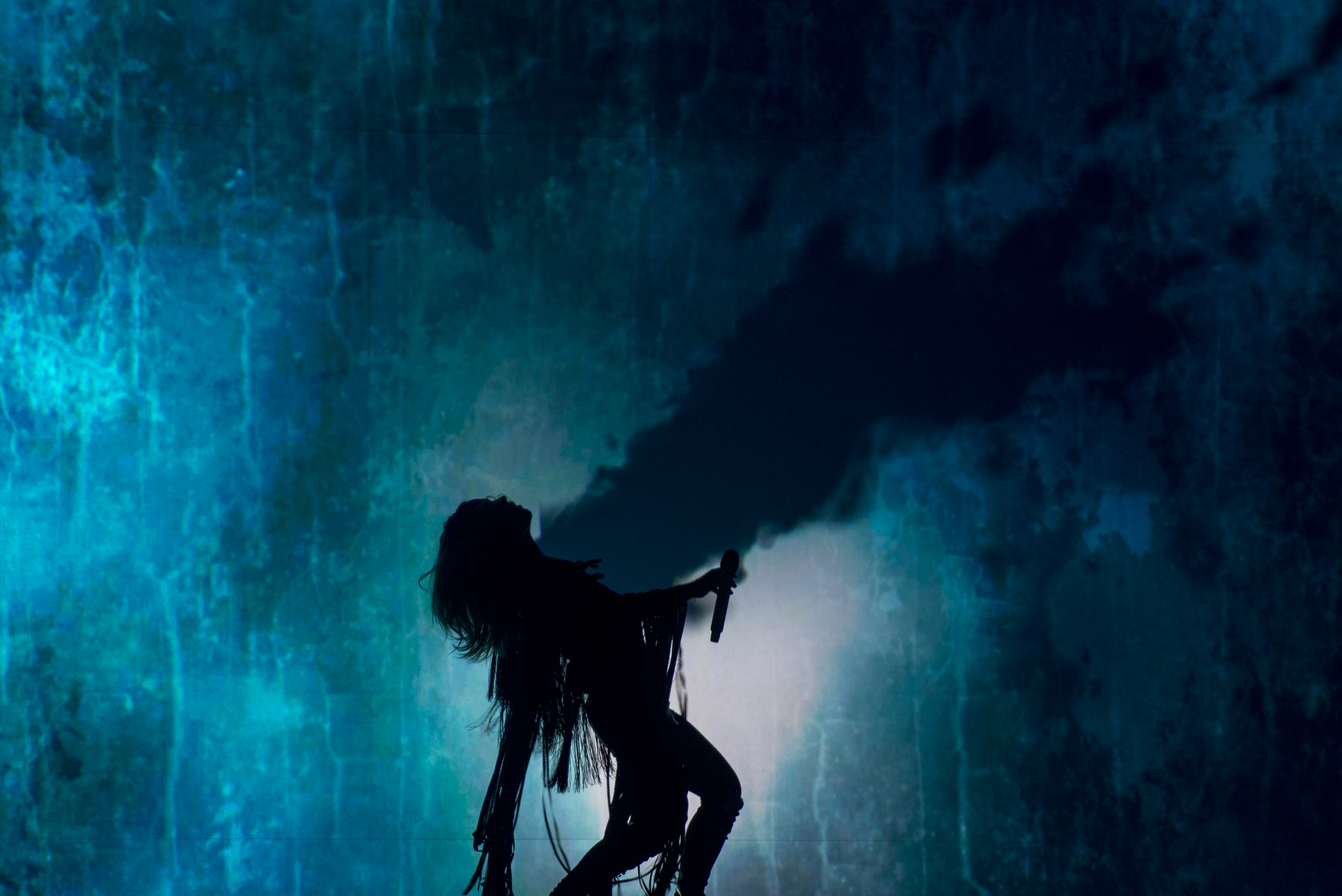
Salóme interpretando la canción durante el Festival de la Canción de Eurovisión 2016.

### Söngvakeppni Sjónvarpsins 2016
El 2 de octubre de 2015, la radiodifusión pública de Islandia, Ríkisútvarpið (RÚV), abrió un plazo de presentación para que los compositores interesados presentaran sus canciones hasta el 2 de noviembre, aunque fue posteriormente extendido una semana hasta el 9 de ese mes. Los compositores debían de ser islandeses, poseer nacionalidad islandesa o tener una residencia permanente en el país entre el 1 de septiembre de 2015 el 15 de mayo del año siguiente. Sin embargo, habría excepciones para colaboraciones menores con compositores extranjeros mientras dos tercios de la composición y de la letra fueran de compositores o letristas islandeses. Los compositores podían presentar dos canciones, mientras que los letristas podían contribuir con un número ilimitado de canciones. Al final del plazo, se recibieron 260 canciones. Un comité de siete miembros se formó para seleccionar las doce mejores canciones. Los artistas y las canciones se revelaron durante el programa Vikan með Gísla Marteini el 11 de diciembre. Junto a los artistas competidores se encontraban Pálmi Gunnarsson, que representó a Islandia en 1986 como parte de ICY, y la propia Salóme, que representó a su país en 2012 junto a Jónsi.
Así, la canción «Hear them calling» se interpretó primera durante la primera semifinal celebrada el 6 de febrero de 2016 con el nombre de «Raddirnar», la versión islandesa de la canción. Allí, quedó en un tercer puesto de 6 con 4 534 puntos del televoto y pasó a la final, donde fue interpretada en su versión inglesa quedando en segundo puesto. Finalmente, durante la superfinal celebrada ese mismo día, la canción se declaró ganadora de la gala, siendo así seleccionada representar a Islandia en el Festival de la Canción de Eurovisión de 2016.

### Festival de la Canción de Eurovisión 2016
Esta canción fue la representación islandesa en el Festival de la Canción de Eurovisión 2016.
El 25 de diciembre de 2016, se organizó un sorteo de asignación en el que se colocaba a cada país en una de las dos semifinales, además de decidir en qué mitad del certamen actuarían.
Así, la canción fue interpretada en 16.ª durante la primera semifinal, celebrada el 10 de mayo de ese año, precedida por Montenegro con Highway interpretando «The real thing» y seguida por Bosnia y Herzegovina con Dalal & Deen ft. Ana Rucner & Jala interpretando «Ljubav je». Durante la emisión del certamen, la canción no fue anunciada entre los diez temas elegidos para pasar a la final y por lo tanto no cualificó para competir en esta. Más tarde se reveló que Islandia había quedado en 14.º puesto de los 18 países participantes de la semifinal con 51 puntos.